# سيباستيان هورسلي
سيباستيان هورسلي (بالإنجليزية: Sebastian Horsley)‏ هو رسام وكاتب بريطاني، ولد في 8 أغسطس 1962 في Holderness ‏ في المملكة المتحدة، وتوفي في 17 يونيو 2010 في لندن في المملكة المتحدة بسبب جرعة زائدة.

## وصلات خارجية
- سيباستيان هورسلي على موقع ميوزك برينز (الإنجليزية)